# 300
Năm 300 là một năm trong lịch Julius. 